# Bodemas
Bodemas is de as die overblijft in een verbrandingsinstallatie en op de bodem van de ketel achterblijft. De as die daarentegen wordt meegevoerd door het rookgas heet vliegas. Bodemas is het product van smelting en sintering. Bodemas kan zowel droog als nat worden afgetapt. 
De bodemas die achterblijft in afvalverbrandingsinstallaties wordt AVI-bodemas genoemd. Jaarlijks (cijfers 2009) produceren de AVI's in Nederland zo'n 1,5 miljoen ton AVI-bodemas. De bodemas die wordt gevormd in kolencentrales wordt E-bodemas of poederkoolbodemas genoemd.
Bodemas wordt hergebruikt en bijvoorbeeld toegepast in de wegenbouw.

## IJzer en staal
De bodemas bestaat voor de helft uit een fijne fractie (een halve tot 10 mm grote deeltjes); van de grove fractie worden de stukken groter dan 40 mm vermalen. Uit de (vermalen) as wordt met een magneet ijzer en staal verwijderd.

## Non-ferrometalen
Ongeveer 3% van de as bestaat uit non-ferrometalen (alle metalen behalve ijzer, staal en roestvrij staal), waarvan ongeveer een derde koper en twee derde aluminium.
De non-ferrometalen kunnen van die rest worden gescheiden in een dichtheidscheider. Er kan ook gebruikgemaakt worden van de elektrische eigenschappen van metalen in een wervelstroomscheiding. Wervelstroomscheiders werken echter alleen goed bij de fractie vanaf 6 mm. Voor de fijne fractie zijn andere scheidingstechnieken in ontwikkeling.

## Einddoel
Anno 2010 wordt nagenoeg alle  bodemas als zandvervanger ingezet in de wegenbouw of op stortplaatsen. Het toepassen van bodemas in bijvoorbeeld de wegenbouw vereist afdekking met klei of kunststoffolie om te voorkomen dat de verontreinigingen in het grondwater terechtkomen. 
Nieuwe scheidings- c.q. bewerkingstechnieken proberen te bereiken dat bodemas kan worden gebruikt als grondstof voor cement en beton. Hierdoor wordt bodemas voor 100% hoogwaardig hergebruikt